# 箕作阮甫旧宅
箕作阮甫旧宅（みつくりげんぽきゅうたく）は、岡山県津山市、旧出雲街道沿いにある津山藩の洋学者・箕作阮甫の生家で、国の史跡に指定されている。

## 概要
箕作阮甫（1799年10月5日-1863年8月1日）は、江戸時代後半の洋学（蘭学）全盛期の中心的な学者のひとりで、洋学所や種痘館の設立に務めたほか、外交にも携わり、医学書をはじめ語学や地理、歴史、兵法など多様な分野の200点近い翻訳著述を行い、西洋文明の輸入消化に大きな功績を遺した洋学者である。箕作家は、阮甫の5代前の当主であった曽祖父・貞辨の世代から医業に携わり、阮甫の父である3代目貞固の時代から津山松平家の藩医を務めた。
箕作阮甫旧宅は、箕作家が元禄時代（1688年～1704年）から居住し、父や2人の兄の夭折により12歳で家督を継いだ阮甫が、1812年（文化9年）に14歳で現在の津山市戸川町にある邸宅に転居するまでの少年期を過ごした家で、1975年（昭和50年）3月18日に国の史跡に指定された。（昭和50年文部省告示第30号）。
木造平屋建で、延面積148.861平方メートル。通りに面した4間の間口（表口）の幅に対して奥行きは17間程度と深い。道路に面した面したスペースは仕事場として使われ、奥に奥座敷、その奥に坪庭が作られ、さらに奥に離れ家や土蔵などが建つ、江戸時代末期の街道筋の町家の特徴を現在まで残している。
また、幾度かの洪水によって受けたと思われる痕跡もみることができる。

### 歴史
旧宅はかつて出雲街道と呼ばれた街道沿いに位置し、津山城が築城された元和年間（1615年から1624年）の末頃には林田新町と呼ばれ、町家が立ち並んでいた一画にある。当地は水陸交通の要衝であったことから次第に繁栄し、1626年（寛永3年）に浪人・佐々木太郎兵衛の請願によって城下に編入された際に、東西二町に分割され、東新町及び西新町と呼ばれるようになった。
箕作家転居後、旧宅は明治から大正時代にかけて、鍛冶屋、豆腐屋などに使用されていたが、戦前から箕作家の遺構として注目されており、1934年（昭和9年）に津山市教育委員会が顕彰のために木柱を設置し、1942年（昭和17年）に津山市が土地家屋を買い取りした。1945年（昭和20年）以降は、宇田川・箕作顕彰会を中心に保存対策が検討されはじめ、文化庁の監督指導のもと、調査研究がすすめられた。
現在は、箕作阮甫の人格形成やその生涯における活躍の素地に影響を与えた場所として、一般に公開されている。

### 復元工事

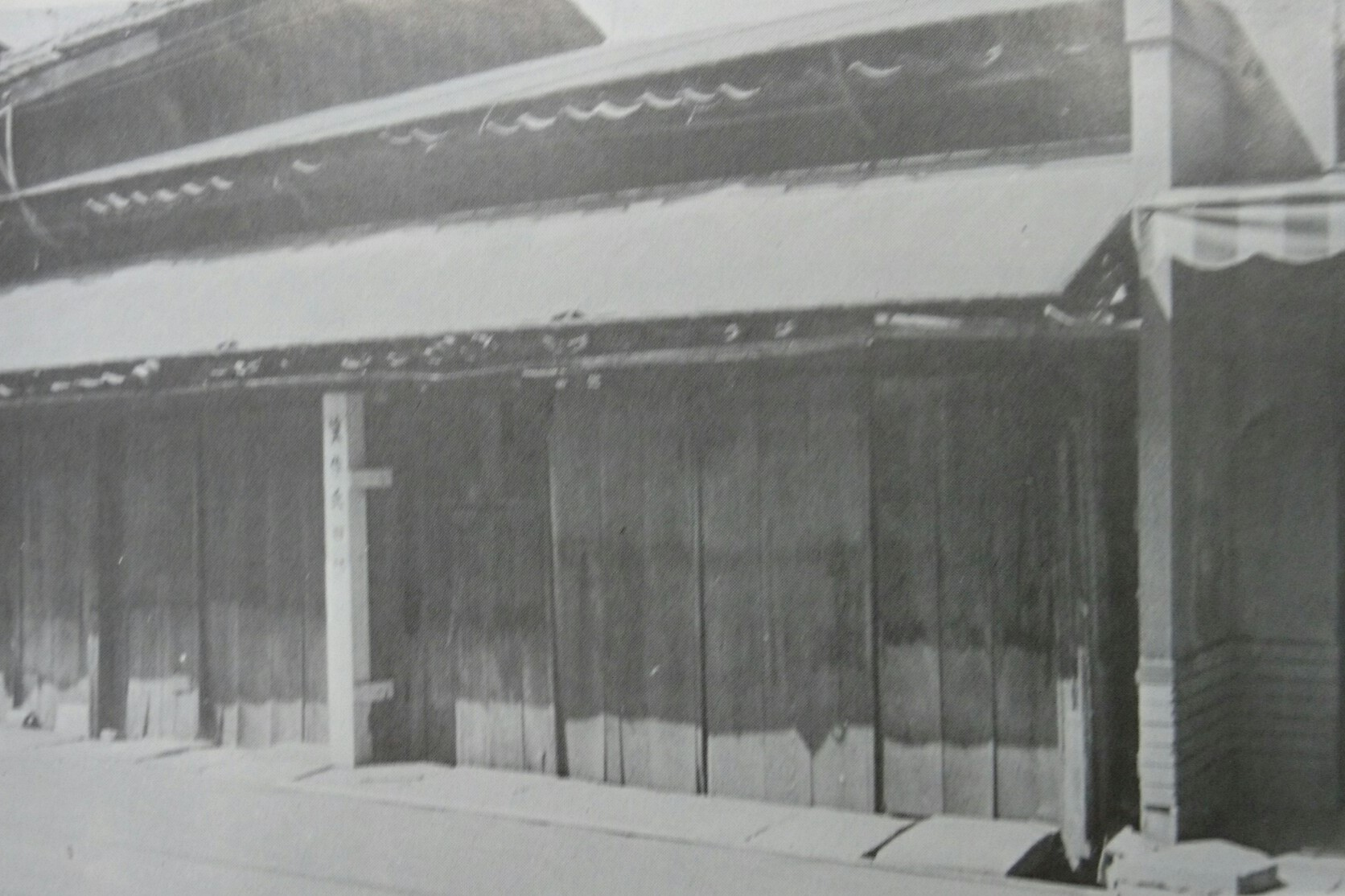
かつての外観（解体復元前）

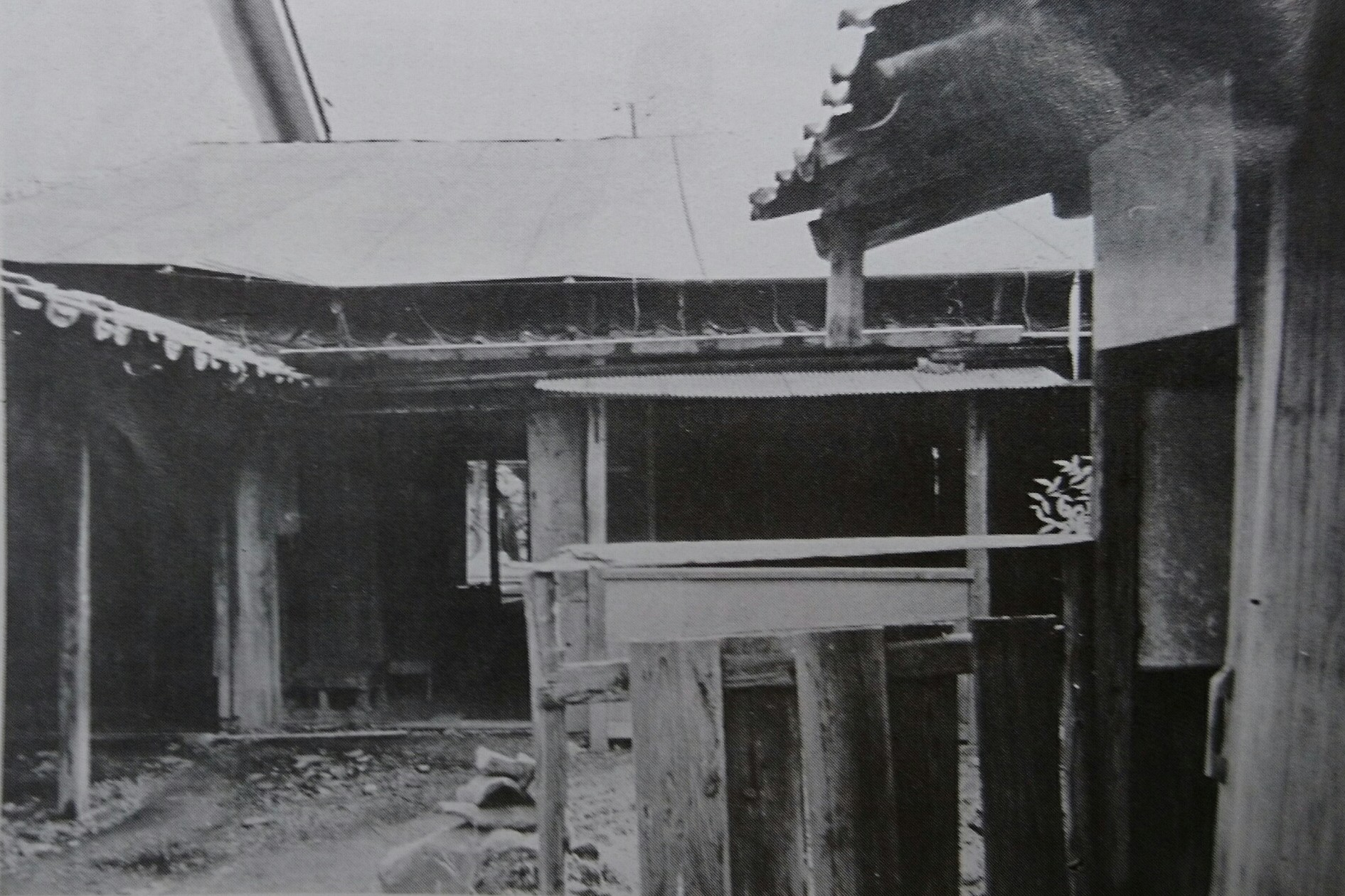
母屋（解体復元前）

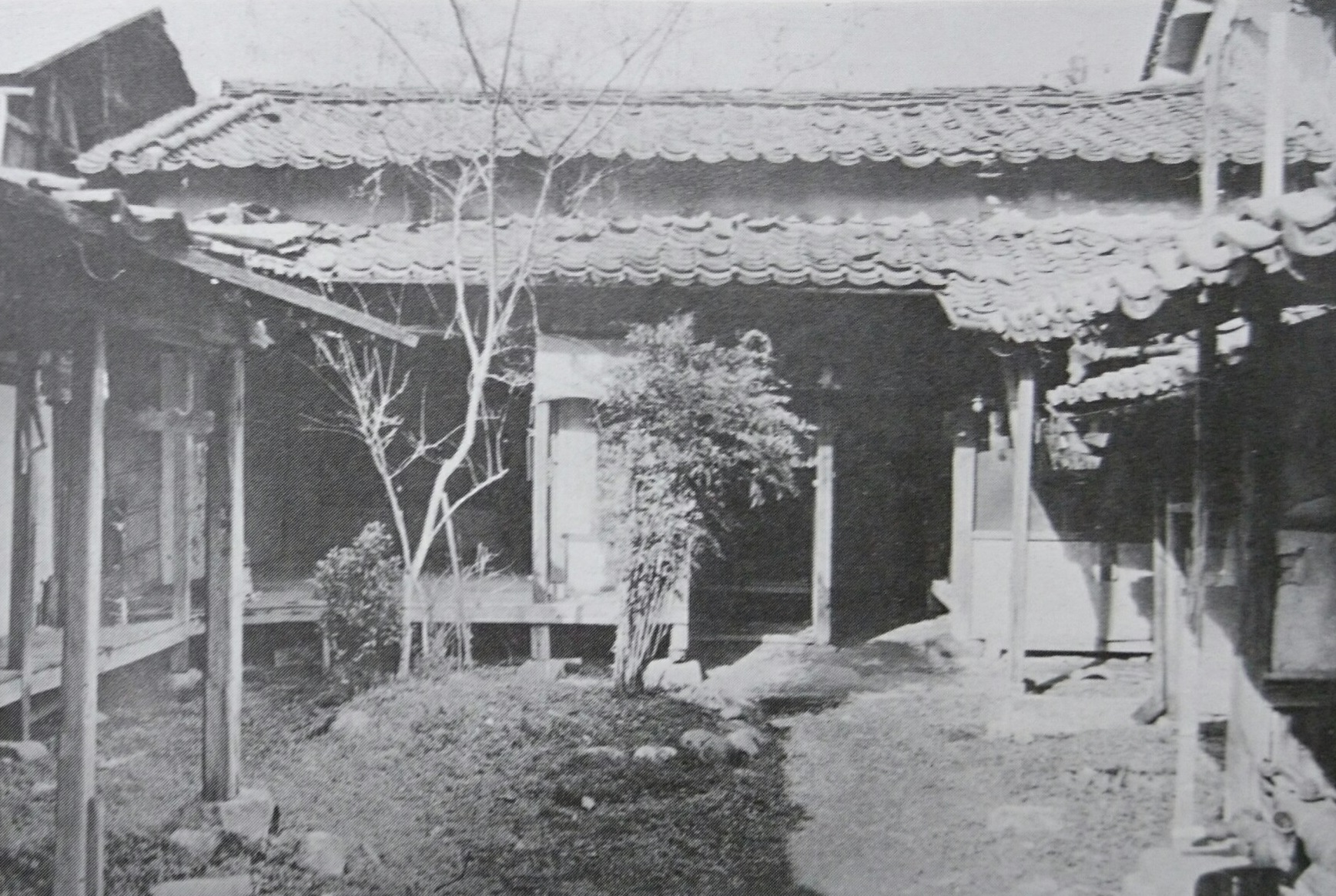
はなれ（解体復元前）

箕作阮甫旧宅は、史跡に指定された当時すでに建物全体が老朽化して雨漏りや損傷が激しかったため、根本的に解体復元が検討された。解体の際には、旧来の構造や阮甫が居住していた当時の様式に復元することが求められたが、当時の遺構は調査によっても知ることはできなかった。そのため、江戸時代末期の町家の復元に方針を定め、解体時の実測調査資料や残存している痕跡、近隣の町家などを参考に、旧来の工法や手法感覚を尊重して復元工事が行われた。
なお、解体時に墨書類は発見されておらず、一部に番付が見つかったのみである。
| 総事業費 22,815,000円 | 総事業費 22,815,000円                                             |
| --------------------- | ----------------------------------------------------------------- |
| 解体                  | 着工 1975年（昭和50年）3月18日 / 竣工 1975年（昭和50年）3月28日   |
| 復元                  | 着工 1975年（昭和50年）12月27日 / 竣工 1976年（昭和51年）12月25日 |

礎石の分布をみると、旧宅の建物は全体的に小型の川石を使用したひじょうに簡略な造りをしていた。大黒柱には、山石が使われており、これが礎石のなかでもっとも大きなものである。
母屋は、解体前に土間の東側に増設されていた部屋を取り除き、従来の状態に復元された。中二階にも後に改築された痕跡があったため、旧来の吹き抜けに復元された。正面入り口は、解体前には間口いっぱいに板戸が据えられていたが、近隣の町家を参考に西側二間分を格子窓とし、東側二間分を潜り戸を備えた板戸とする旧来の形に復元された。
離れ家は、解体前には住居として使用されており、東一間は増築されたもので、かつては土蔵であったことが使用されていた材や痕跡から確認されたため、こちらも復元にあたっては土蔵に戻された。
風呂は、解体前のものは比較的新しいレンガ造りであったため、旧来の状態を尊重し撤去された。
便所南側の渡り廊下は老朽化が激しく、屋根はほとんど失われていたが、使用材、痕跡等から復元された。便所北側の渡り廊下は、土蔵を改築された際に後設されたものであったため、取り払われた。また、便所や井戸の北側に設置されていた物置下屋は、いずれも再使用古材で後に増設されたものであったため、撤去された。
なお、塀については、旧来は存在しなかったが、防災・防犯の観点から新たに新設された。付帯設備である照明、コンセント、火災報知器、防犯ベル、給水、屋外消火栓、排水設備は、史跡全体の調和を崩さないように配慮しつつ、新たに付加された。

## 所在地
岡山県津山市西新町6　津山城の東側の城東町並み保存地区内にある。

## 交通
- JR姫新線津山駅から1.5km 徒歩20分[12]
- 中国自動車道津山インターチェンジから10分[12]
- 中国自動車道院庄インターチェンジから25分[12]